# Jock Landale
Jock Landale (Melbourne, 25 ottobre 1995) è un cestista australiano, professionista nella NBA con i Memphis Grizzlies.

## Carriera da professionista
Dopo gli inizi tra Serbia, Lituania e Australia, il 20 agosto 2021 Landale firma con i San Antonio Spurs. Il 30 giugno 2022 passa agli Atlanta Hawks in una trade con i San Antonio Spurs. Il 7 luglio successivo si trasferisce ai Phoenix Suns.

## Statistiche

### NCAA
| Anno      | Squadra            | PG  | PT | MP   | TC%  | 3P%  | TL%  | RP   | AP  | PRP | SP  | PP   |
| --------- | ------------------ | --- | -- | ---- | ---- | ---- | ---- | ---- | --- | --- | --- | ---- |
| 2014-2015 | Saint Mary's Gaels | 21  | 0  | 5,0  | 61,3 | -    | 53,8 | 0,9  | 0,1 | 0,0 | 0,2 | 2,1  |
| 2015-2016 | Saint Mary's Gaels | 35  | 1  | 14,5 | 61,3 | 100  | 77,5 | 3,9  | 0,6 | 0,3 | 0,3 | 7,9  |
| 2016-2017 | Saint Mary's Gaels | 34  | 34 | 28,3 | 61,1 | 22,2 | 72,2 | 9,5  | 1,7 | 0,3 | 1,2 | 16,9 |
| 2017-2018 | Saint Mary's Gaels | 36  | 36 | 33,3 | 64,0 | 30,0 | 74,6 | 10,2 | 2,0 | 0,4 | 1,0 | 21,1 |
| Carriera  | Carriera           | 126 | 71 | 22,0 | 62,5 | 27,6 | 73,8 | 6,7  | 1,2 | 0,3 | 0,7 | 13,2 |

#### Massimi in carriera
- Massimo di punti: 37 vs California State-Sacramento (4 dicembre 2017)[4]
- Massimo di rimbalzi: 19 vs Pepperdine (3 marzo 2018)
- Massimo di assist: 6 vs Brigham Young (5 gennaio 2017)
- Massimo di palle rubate: 4 vs Loyola Marymount (8 febbraio 2018)
- Massimo di stoppate: 4 vs Gonzaga (10 febbraio 2018)
- Massimo di minuti giocati: 44 vs Brigham Young (30 dicembre 2017)

### NBA

#### Regular Season
| Anno      | Squadra           | PG  | PT | MP   | TC%  | 3P%  | TL%  | RP  | AP  | PRP | SP  | PP  |
| --------- | ----------------- | --- | -- | ---- | ---- | ---- | ---- | --- | --- | --- | --- | --- |
| 2021-2022 | San Antonio Spurs | 54  | 1  | 10,9 | 49,5 | 32,6 | 82,9 | 2,6 | 0,8 | 0,2 | 0,3 | 4,9 |
| 2022-2023 | Phoenix Suns      | 69  | 4  | 14,2 | 52,8 | 25,0 | 75,2 | 4,1 | 1,0 | 0,2 | 0,4 | 6,6 |
| 2023-2024 | Houston Rockets   | 56  | 3  | 13,6 | 51,5 | 25,0 | 80,0 | 3,1 | 1,2 | 0,4 | 0,6 | 4,9 |
| 2024-2025 | Houston Rockets   | 42  | 3  | 11,9 | 53,3 | 42,3 | 67,5 | 3,3 | 0,9 | 0,3 | 0,2 | 4,8 |
| Carriera  | Carriera          | 221 | 11 | 12,8 | 51,8 | 29,7 | 76,5 | 3,3 | 1,0 | 0,3 | 0,4 | 5,4 |

#### Playoffs
| Anno     | Squadra         | PG | PT | MP   | TC%  | 3P% | TL%  | RP  | AP  | PRP | SP  | PP  |
| -------- | --------------- | -- | -- | ---- | ---- | --- | ---- | --- | --- | --- | --- | --- |
| 2023     | Phoenix Suns    | 7  | 1  | 16,1 | 63,0 | 0,0 | 64,3 | 4,0 | 0,4 | 0,4 | 0,4 | 6,1 |
| 2025     | Houston Rockets | 1  | 0  | 5,0  | 50,0 | -   | -    | 0,0 | 0,0 | 0,0 | 0,0 | 2,0 |
| Carriera | Carriera        | 8  | 1  | 14,8 | 62,1 | 0,0 | 64,3 | 3,5 | 0,4 | 0,4 | 0,4 | 5,6 |

#### Massimi in carriera
- Massimo di punti: 26 vs Indiana Pacers (12 marzo 2022)[5]
- Massimo di rimbalzi: 11 (3 volte)
- Massimo di assist: 5 vs Brooklyn Nets (9 gennaio 2022)
- Massimo di palle rubate: 2 vs Indiana Pacers (12 marzo 2022)
- Massimo di stoppate: 2 (7 volte)
- Massimo di minuti giocati: 35 vs Indiana Pacers (12 marzo 2022)

### G League
| Anno      | Squadra      | PG | PT | MP   | TC%  | 3P%  | TL%  | RP  | AP  | PRP | SP  | PP   |
| --------- | ------------ | -- | -- | ---- | ---- | ---- | ---- | --- | --- | --- | --- | ---- |
| 2021-2022 | Austin Spurs | 2  | 2  | 33,7 | 81,5 | 80,0 | 60,0 | 7,0 | 4,0 | 0,0 | 0,5 | 27,0 |
| Carriera  | Carriera     | 2  | 2  | 33,7 | 81,5 | 80,0 | 60,0 | 7,0 | 4,0 | 0,0 | 0,5 | 27,0 |

### NBL
| Anno      | Squadra          | PG | PT | MP   | TC%  | 3P%  | TL%  | RP  | AP  | PRP | SP  | PP   |
| --------- | ---------------- | -- | -- | ---- | ---- | ---- | ---- | --- | --- | --- | --- | ---- |
| 2020-2021 | Melbourne United | 35 | -  | 27,3 | 54,4 | 38,8 | 71,4 | 7,8 | 2,2 | 0,6 | 1,3 | 16,3 |
| Carriera  | Carriera         | 35 | -  | 27,3 | 54,4 | 38,8 | 71,4 | 7,8 | 2,2 | 0,6 | 1,3 | 16,3 |

### Eurolega
| Anno      | Squadra         | PG | PT | MP   | TC%  | 3P%  | TL%  | RP  | AP  | PRP | SP  | PP   |
| --------- | --------------- | -- | -- | ---- | ---- | ---- | ---- | --- | --- | --- | --- | ---- |
| 2019-2020 | Žalgiris Kaunas | 25 | 19 | 20,5 | 53,2 | 30,2 | 82,1 | 4,4 | 1,0 | 0,5 | 0,2 | 11,0 |
| Carriera  | Carriera        | 25 | 19 | 20,5 | 53,2 | 30,2 | 82,1 | 4,4 | 1,0 | 0,5 | 0,2 | 11,0 |

### Eurocup
| Anno      | Squadra  | PG | PT | MP   | TC%  | 3P%  | TL%  | RP  | AP  | PRP | SP  | PP   |
| --------- | -------- | -- | -- | ---- | ---- | ---- | ---- | --- | --- | --- | --- | ---- |
| 2018-2019 | Partizan | 16 | 12 | 25,1 | 63,2 | 38,1 | 48,1 | 6,5 | 1,8 | 0,5 | 0,7 | 11,2 |
| Carriera  | Carriera | 16 | 12 | 25,1 | 63,2 | 38,1 | 48,1 | 6,5 | 1,8 | 0,5 | 0,7 | 11,2 |

### Cronologia presenze e punti in Nazionale
| Cronologia completa delle presenze e dei punti in Nazionale - Australia | Cronologia completa delle presenze e dei punti in Nazionale - Australia | Cronologia completa delle presenze e dei punti in Nazionale - Australia | Cronologia completa delle presenze e dei punti in Nazionale - Australia | Cronologia completa delle presenze e dei punti in Nazionale - Australia | Cronologia completa delle presenze e dei punti in Nazionale - Australia | Cronologia completa delle presenze e dei punti in Nazionale - Australia | Cronologia completa delle presenze e dei punti in Nazionale - Australia |
| Data                                                                    | Città                                                                   | In casa                                                                 | Risultato                                                               | Ospiti                                                                  | Competizione                                                            | Punti                                                                   | Note                                                                    |
| ----------------------------------------------------------------------- | ----------------------------------------------------------------------- | ----------------------------------------------------------------------- | ----------------------------------------------------------------------- | ----------------------------------------------------------------------- | ----------------------------------------------------------------------- | ----------------------------------------------------------------------- | ----------------------------------------------------------------------- |
| 21/02/2019                                                              | Astana                                                                  | Kazakistan                                                              | 60 - 81                                                                 | Australia                                                               | Qual. Mondiali 2019                                                     | 10                                                                      | [ 6 ]                                                                   |
| 16/08/2019                                                              | Perth                                                                   | Australia                                                               | 70 - 90                                                                 | Canada                                                                  | Amichevole                                                              | 18                                                                      | [ 7 ]                                                                   |
| 17/08/2019                                                              | Perth                                                                   | Canada                                                                  | 73 - 81                                                                 | Australia                                                               | Amichevole                                                              | 13                                                                      | [ 8 ]                                                                   |
| 22/08/2019                                                              | Melbourne                                                               | Australia                                                               | 86 - 102                                                                | Stati Uniti                                                             | Amichevole                                                              | 10                                                                      |                                                                         |
| 24/08/2019                                                              | Melbourne                                                               | Australia                                                               | 98 - 94                                                                 | Stati Uniti                                                             | Amichevole                                                              | 8                                                                       |                                                                         |
| 01/09/2019                                                              | Dongguan                                                                | Canada                                                                  | 92 - 108                                                                | Australia                                                               | Mondiali 2019 - 1º turno                                                | 8                                                                       | [ 9 ]                                                                   |
| 03/09/2019                                                              | Dongguan                                                                | Australia                                                               | 81 - 68                                                                 | Senegal                                                                 | Mondiali 2019 - 1º turno                                                | 0                                                                       | [ 10 ]                                                                  |
| 05/09/2019                                                              | Dongguan                                                                | Lituania                                                                | 82 - 87                                                                 | Australia                                                               | Mondiali 2019 - 1º turno                                                | 10                                                                      | [ 11 ]                                                                  |
| 07/09/2019                                                              | Nanchino                                                                | Australia                                                               | 82 - 76                                                                 | Rep. Dominicana                                                         | Mondiali 2019 - 2º turno                                                | 13                                                                      | [ 12 ]                                                                  |
| 09/09/2019                                                              | Nanchino                                                                | Francia                                                                 | 98 - 100                                                                | Australia                                                               | Mondiali 2019 - 2º turno                                                | 5                                                                       | [ 13 ]                                                                  |
| 11/09/2019                                                              | Shanghai                                                                | Australia                                                               | 82 - 70                                                                 | Rep. Ceca                                                               | Mondiali 2019 - Quarti di Finale                                        | 7                                                                       | [ 14 ]                                                                  |
| 13/09/2019                                                              | Pechino                                                                 | Spagna                                                                  | 95 - 88 dts                                                             | Australia                                                               | Mondiali 2019 - Semifinale                                              | 3                                                                       | [ 15 ]                                                                  |
| 15/09/2019                                                              | Pechino                                                                 | Francia                                                                 | 67 - 59                                                                 | Australia                                                               | Mondiali 2019 - Finale 3º posto                                         | 4                                                                       | [ 16 ]                                                                  |
| 11/07/2021                                                              | Melbourne                                                               | Australia                                                               | 87 - 84                                                                 | Argentina                                                               | Amichevole                                                              | 6                                                                       | [ 17 ]                                                                  |
| 12/07/2021                                                              | Las Vegas                                                               | Stati Uniti                                                             | 83 - 91                                                                 | Australia                                                               | Amichevole                                                              | 8                                                                       | [ 18 ]                                                                  |
| 13/07/2021                                                              | Las Vegas                                                               | Australia                                                               | 108 - 69                                                                | Nigeria                                                                 | Amichevole                                                              | 14                                                                      | [ 19 ]                                                                  |
| 23/07/2021                                                              | Saitama                                                                 | Australia                                                               | 84 - 67                                                                 | Nigeria                                                                 | Olimpiadi 2021 - 1º turno                                               | 4                                                                       | [ 20 ]                                                                  |
| 28/07/2021                                                              | Saitama                                                                 | Italia                                                                  | 83 - 86                                                                 | Australia                                                               | Olimpiadi 2021 - 1º turno                                               | 18                                                                      | [ 21 ]                                                                  |
| 31/07/2021                                                              | Saitama                                                                 | Australia                                                               | 89 - 76                                                                 | Germania                                                                | Olimpiadi 2021 - 1º turno                                               | 18                                                                      | [ 22 ]                                                                  |
| 03/08/2021                                                              | Saitama                                                                 | Australia                                                               | 97 - 59                                                                 | Argentina                                                               | Olimpiadi 2021 - Quarti di Finale                                       | 12                                                                      | [ 23 ]                                                                  |
| 05/08/2021                                                              | Saitama                                                                 | Stati Uniti                                                             | 97 - 78                                                                 | Australia                                                               | Olimpiadi 2021 - Semifinale                                             | 11                                                                      | [ 24 ]                                                                  |
| 07/08/2021                                                              | Saitama                                                                 | Slovenia                                                                | 93 - 107                                                                | Australia                                                               | Olimpiadi 2021 - Finale 3º posto                                        | 14                                                                      | [ 25 ]                                                                  |
| 17/08/2023                                                              | Melbourne                                                               | Australia                                                               | 88 - 67                                                                 | Sudan del Sud                                                           | Torneo amichevole                                                       | 2                                                                       | [ 26 ]                                                                  |
| Totale                                                                  |                                                                         | Presenze                                                                | 23                                                                      |                                                                         | Punti                                                                   | 216                                                                     |                                                                         |

## Palmarès

### Squadra
- Campionato lituano: 1

Žalgiris Kaunas: 2019-20
- Coppa di Serbia: 1

Partizan Belgrado: 2019
- Coppa di Lituania: 1

Žalgiris Kaunas: 2020
- Olimpiadi
 Tokyo 2020

### Individuale
- Quintetto ideale della ABA Liga: 1

Partizan Belgrado: 2018-19